# アンユージュアル・ヒート
| 専門評論家によるレビュー | 専門評論家によるレビュー |
| レビュー・スコア         | レビュー・スコア         |
| 出典                     | 評価                     |
| ------------------------ | ------------------------ |
| AllMusic                 | [ 3 ]                    |
| Entertainment Weekly     | D                        |
| Rolling Stone            | [ 5 ]                    |

『アンユージュアル・ヒート』（Unusual Heat）は、アメリカ人とイギリス人によるロック・バンド、フォリナーの7枚目となるスタジオ・アルバムで、1991年6月14日にアトランティック・レコードからリリースされた。ニューヨークとイングランドの複数のスタジオで録音され、テリー・トーマスとミック・ジョーンズがプロデュースしたこのアルバムは、リード・シンガーのジョニー・エドワーズが参加した唯一のアルバムとなった。彼はオリジナルのリード・シンガー、ルー・グラムの後任であった。エドワーズはモントローズのツアーをこなし、当時は別のアトランティックのバンド、ワイルド・ホーセズのフロントマンを務めていたベテラン・シンガーだった。エドワーズがUCRの別のインタビューで語ったように、ワイルド・ホーセズはレコード契約を結んだばかりで、フォリナーへの参加は金銭的な理由からは魅力的だったが、何年も自分のやり方で成功しようと奮闘した後に自分のバンドから離れることには乗り気でなかったという。
しかし、ジョーンズはひるむことなく、自分自身に問題を抱えた大物の後任を雇うよりも、ほとんどのファンが聴いたことのないシンガーと仕事をすることに熱心だった。「私たちは、有力な候補として、ある程度の知名度もある数人の男たちとリハーサルや話し合いをしていた」と彼は認めた。「結局、オールスター・バンドを作ろうとするのではなく、4人でレコードを作るという同じ道を歩み続ける方がきっと良いだろうと感じた。その時点でバンドの価値を下げたとは言わないだろう。バンドの意味と方向性を下方修正したんだ」。
『アンユージュアル・ヒート』は商業的には失敗となり、Billboard 200チャートでは最高117位にとどまった。これまでのアルバムはすべてトップ20入りし、少なくともプラチナ認定を受けていたが、それに比べると売り上げは大幅に落ち込んだ。アルバムからリリースされた2枚のシングルはどちらもBillboard Hot 100にランクインせず、「Lowdown and Dirty」がメインストリーム・ロック・チャートで4位を記録するにとどまった。
1980年代後半にカリフォルニア州サクラメントを拠点とするバンド、ノースラップ（Northrup）がジョニー・エドワーズをリード・ボーカルに迎えてデモを制作した「Ready for the Rain」のオリジナル・バージョンは、最終的に2001年にメタル・メイヘム・ミュージックからJK・ノースラップ名義のデモ集の一部としてリリースされた。

## 収録曲
特に表記のない限り、全曲ミック・ジョーンズ、ジョニー・エドワーズ、テリー・トーマスによる作曲。
1. オンリー・ヘヴン・ノウズ - "Only Heaven Knows" - 4:47
2. ロウダウン・アンド・ダーティ - "Lowdown and Dirty" - 4:21
3. アイル・ファイト・フォー・ユー - "I'll Fight for You" - 6:02
4. モーメント・オブ・トゥルース - "Moment of Truth" - 4:25
5. マウンテン・オブ・ラヴ - "Mountain of Love" - 4:37
6. レディ・フォー・ザ・レイン - "Ready for the Rain" (Edwards, Jeff Northrup, Jones, Thomas) - 5:02
7. ホエン・ザ・ナイト・カムズ・ダウン - "When the Night Comes Down" - 4:43
8. セーフ・イン・マイ・ハート - "Safe in My Heart" (Jones) - 4:32
9. ノー・ハイディング - "No Hiding Place" - 3:55
10. フレッシュ・ウーンド - "Flesh Wound" - 4:17
11. アンユージュアル・ヒート - "Unusual Heat" - 4:32

## パーソネル
- ジョニー・エドワーズ (Johnny Edwards) - リード・ボーカル、バック・ボーカル、リード・ギター (on "Mountain of Love")
- ミック・ジョーンズ (Mick Jones) - ギター、キーボード、バック・ボーカル
- リック・ウィルス (Rick Wills) - ベース、バック・ボーカル
- デニス・エリオット (Dennis Elliott) - ドラム

### アディショナル・ミュージシャン
- リチャード・コットル (Richard Cottle) - キーボード
- トミー・マンデル (Tommy Mandel) - キーボード
- テリー・トーマス (Terry Thomas) - キーボード、ギター、バック・ボーカル
- トニー・ベアード (Tony Beard) - エレクトリック・パーカッション
- フェリックス・クリッシュ (Felix Krish) - ベース
- イアン・ロイド (Ian Lloyd) - バック・ボーカル
- マーク・リヴェラ (Mark Rivera) - バック・ボーカル
- レイチェル・カペッリ (Rachele Cappelli) - バック・ボーカル
- アンジェラ・カペッリ (Angela Cappelli) - バック・ボーカル
- ラニ・グローヴス (Lani Groves) - バック・ボーカル
- ヴァネッサ・トーマス (Vaneese Thomas) - バック・ボーカル

## チャート
| チャート (1991年)                            | 最高位 |
| -------------------------------------------- | ------ |
| Australian Albums (ARIA)                     | 102    |
| オーストリア (Ö3 Austria)                    | 30     |
| カナダ (RPM)                                 | 50     |
| オランダ (MegaCharts)                        | 70     |
| Finnish Albums (The Official Finnish Charts) | 39     |
| ドイツ (Offizielle Top 100)                  | 13     |
| Japanese Albums (Oricon)                     | 74     |
| ノルウェー (VG-lista)                        | 18     |
| スウェーデン (Sverigetopplistan)             | 40     |
| スイス (Schweizer Hitparade)                 | 8      |
| UK アルバムズ (OCC)                          | 56     |
| US Billboard 200                             | 117    |

| チャート (1991年)                  | 順位 |
| ---------------------------------- | ---- |
| Swiss Albums (Schweizer Hitparade) | 40   |